# Медната книга
Медната книга, (на македонска литературна норма – „бакарната книга“, транскрипция на латиница – bakarnata kniga) е археологическа находка, вероятно открита при иманярски набег на територията на България, придобита от частно лице в Република Македония през контрабандни канали. Въпросният артефакт е предлаган многократно на македонските власти през последните двадесет години срещу откуп от въпросното частно лице, но двете страни не могат да постигнат съгласие относно исканата сума.

## Откритие
Според репортерска проверка на македонския тв канал А1, едно от трите вероятни места в България, където е открита т.нар. „бакърена книга“ е Родопа планина. Собственикът на артефакта е споменал, че е придобил книгата от духовно лице на служба в Българската православна църква в началото на 1990-те години.
Във българското и македонското интернет пространство темата за „медната/бакърена“ книга е активно обсъждана в много форуми. Интересен е фактът, че един от администраторите на voininatangra.org провежда собствено разследване и в темата, посветена на обсъждане на въпросния артефакт той споделя, че според разказ на жител от с.Лилково книгата е била открита при иманярски набег под могила намираща се в м. Топ Кория, край махалата Брезовица, разположена между селата Ситово и Лилково.

## Научни дебати и изследвания
Въпреки че официалните македонски власти не се договарят за откупуването на въпросния артефакт, частното лице им предоставя възможност за заснемане на всички страници изработени от мед. Т.нар „анализ“ на бакърената книга зпочва с опити находката да бъде използвана в полза на т.нар „античен македонизъм“ – доктрината, която акцентира върху връзките на днешното население на географската област Македония и Антична Македония, активно подпомагана от правителството на Никола Груевски. Македонските учени изказват мнението, че писмото, на която са написани някои пасажи върху медните листове са свидетелство за писмеността на древните македонци и че това е свидетелство, че македонците са първите жители на Балканския полуостров. Експертното мнение на македонските учени е, че въпросната „древномакедонска писменост“, е примесена с малко гръцки и римски букви. Възрастта на въпросноия артефакт, според експертите е 3000 години.
Според репортерската проверка и филм на македонския тв канал А1, учените дълго време се опитват да разчетат азбуката, която е използвана в книгата, но не успяват убедително да стигнат до консенсус относно декодирането на въпросната древна псименост. Появяват се и мнения, че книгата е фалшификат или копие на оригинален артефакт. Повечето експертни лица, не могат да скрият възмущението си, че въпросният артефакт може би е намерен на територията на България.